# Марион Зимър Брадли
Марион Елеанор Зимър Брадли (на английски: Marion Eleanor Zimmer Bradley) е американска писателка на научна фантастика и фентъзи с феминистка насоченост. В литературните кръгове е популярна с инициалите МЗБ – прякор, утвърден от нейния приятел и редактор Доналд А. Уолхайм.

## Биография
Брадли е родена на 3 юни 1930 г. във ферма в Олбани, щата Ню Йорк, по време на Голямата депресия. Първият ѝ публикуван разказ излиза през 1949 г. след като печели конкурси в две списания за научна фантастика. Въпреки това с професионално писане на фантастика започва да се занимава чак през 1952 г. На 26 октомври 1949 г. се жени за Робърт Олдън Брадли. През 50-те години е представена на организиращото акции културно лесбийско дружество „Дъщерите на Билитис“.
През 1964 г. се развежда с Брадли и се жени повторно на 3 юни 1964 година за американския писател-нумизмат Уолтър Брийн. През 1965 г. става бакалавър на изкуствата в университета „Хардин Симонс“, Абилийн в щата Тексас. Между 1965 и 1967 г. се мести в Калифорнийския университет в Бъркли, щата Калифорния. Първото ѝ дете, Дейвид Брадли, и брат му Пол Едуин Зимър, също публикуват фентъзи и научна фантастика. Дъщеря ѝ, Мойра Стърн, става професионална арфистка и певица.
Брадли се разделя с мъжа си през 1979 г. и се развеждат на 9 май 1990 г. Година по-късно Брийн е застрашен от арест по подозрение в незаконни връзки с малолетни тийнейджъри. Брадли дава показания под клетва, че е знаела за негова връзка с двойка момчета. На свой ред бива обвинена, че е прикривала този факт.
Най-известните ѝ произведения са романите от „Дарковърския“ цикъл. По време на своята писателска кариера Марион Брадли издава списанието „Marion Zimmer Bradley's Fantasy Magazine“.
Със силно влошено здраве след сърдечна атака Марион Зимър Брадли умира на 25 септември 1999 г. в Медицински център „Алта Бейтс“, Бъркли. Кремирана е, а прахът ѝ е разпръснат два месеца по-късно на хълма в Гластанбъри, Англия.

## Произведения

### Цикли

#### Цикъл „Darkover“
1. Darkover Landfall (1972)
Преди Империята, изд. „Лира Принт“ (1999), прев. Славянка Мундрова
2. Stormqueen! (1978)
Повелителката на бурите, изд. „Лира Принт“ (1998), прев. Владимир Зарков
3. Hawkmistress!
Господарката на сокола, изд. „Лира Принт“ (1999), прев. Владимир Зарков
4. Two to Conquer
5. The Shattered Chain
6. Thendara House
7. City of Sorcery
8. Rediscovery: A Novel of Darkover – с Мерцедес Ласки
9. The Spell Sword
Магическият меч, изд. „Лира Принт“ (1999), прев. Владимир Зарков
10. The Forbidden Tower
Забранената кула, изд. „Лира Принт“ (1999), прев. Владимир Зарков
11. Star of Danger
12. The Winds of Darkover
13. The Bloody Sun
14. The Heritage of Hastur
Наследството на Хастур, изд. „Лира Принт“ (2000), прев. Силвана Миланова
15. Sword of Aldones
16. The Planet Savers
17. Sharra's Exile
18. The World Wreckers
19. The Heirs of Hammerfell

#### Цикъл „Glenraven“ – сХоли Лесли
1. Glenraven
2. Glenraven II

#### Цикъл „Survivors“ – сПол Едуин Зимър
1. Hunters of the Red Moon
2. The Survivors

#### Цикъл „Авалон“ (Avalon)
1. The Mists of Avalon (1979)
Мъглите на Авалон, изд.: ИК „Еднорог“, София (1997, 2013), прев. Боряна Джанабетска
2. The Forest House (1993) – с Диана Пакстън, издаден и като „The Forests of Avalon“
Горският храм, изд.: ИК „Еднорог“, София (1999), прев. Боряна Джанабетска
3. Lady of Avalon (1997) – с Диана Пакстън
Повелителката на Авалон, изд.: ИК „Еднорог“, София (1998), прев. Боряна Джанабетска
4. Priestess of Avalon (2000) – с Диана Пакстън
5. Ancestors of Avalon (2004) – с Диана Пакстън
6. Ravens of Avalon (2008) – с Диана Пакстън

#### Цикъл „Arwen“
1. The Jewels of Arwen
2. The Parting of Arwen

#### Цикъл „Atlantean“
1. Web of Darkness
2. Web of Light

#### Цикъл „Trillium“
1. Black Trillium – с Андре Нортън и Джулиан Мей
2. Golden Trillium

#### Цикъл „Shadow's Gate“
1. Ghostlight (1995)
Сянката на светлината, изд.: ИК „Еднорог“, София (2000), прев. Мариана Димитрова
2. Witchlight (1996)
3. Gravelight (1997)
4. Heartlight (1998)
В името на светлината, изд.: ИК „Еднорог“, София (2002), прев. Мариана Димитрова

### Романи
- Castle Terror
- Dark Satanic
- Endless Voyage
- Falcons of Narabedla
- In the Rift (& Holly Lisle)
- Lady of Avalon
- Night's Daughter
- Rediscovery: A Darkover Novel – с Мерцедес Ласки
- Seven from the Stars
- Souvenir of Monique
- Survey Ship
- Sword of Chaos
- The Catch Trap
- The Colors of Space
- The Fall of Atlantis (1987)
Краят на Атлантида, изд.: ИК „Еднорог“, София (1999), прев. Боряна Джанабетска
- The Firebrand
- The Gratitude of Kings
- The House Between the Worlds
- The Inheritor
- The Keeper's Price
- The Ruins of Isis
- The Shadow Matrix – с Adrienne Martine Barnes
- Tiger Burning Bright – с Мерцедес Ласки, Андре Нортън
- Traitor's Sun
- Warrior Woman
- Witch Hill

### Повести и разкази
- A Sword of Chaos
- Amazon Fragment
- Another Rib – с Джон Джей Уилс
- Bird of Prey
- Bitch
- Черно и бяло, Black and White (1962)
- Blood Will Tell
- Centaurus Changeling
- Chalice of Tears, or I Didn't Want that Damned Grail Anyway
- Death Between the Stars
- Dyan Ardais
- Elbow Room
- Everything but Freedom
- Изгнание в миналото, Exiles of Tomorrow (1955)
- Final Bet
- Firetrap – с Елизабет Уотърс
- Fools' Fire
- Footstepsv
- Free Amazons
- Green Thumbs
- Hello Daddy, This is Margaret
- Here There Be Dragons?
- Hero's Moon
- Hilary
- Hilary's Homecoming
- Hilary's Wedding
- House Rules
- Jackie Sees a Star
- Jamie
- Knives
- Man of Impulse
- Measureless to Man
- North to Northwander
- Oathbreaker
- Phoenix – с Тед Уайт
- Rohana
- Sea Wrack
- Somebody Else's Magic
- Ten Minutes or So
- The Climbing Wave
- The Crime Therapist
- The Dark Intruder
- The Day of the Butterflies
- The Engine
- The Hawk-Master's Son
- The Incompetent Magician
- The Jewel of Arwen
- The Keeper's Price – с Елизабет Уотърс
- The Legend of Lady Bruna
- The Lesson of the Inn
- The Malice of the Demon
- The Planet Savers
- The Pledged Word
- The Secret of the Blue Star
- The Shadow
- The Stars Are Waiting
- Преследвача, The Walker Behind (1987)
- The Wandering Lute
- The Waterfall
- The Wild One
- Децата на вятъра, The Wind People
- The Word of a Hastur
- The Wuzzles
- To Drive the Cold Winter Away
- To Keep the Oath
- To Kill the Undead
- Toe Heaven
- Treason of the Blood
- Well Met By Moonlight